# Bella Nagyová
Bella Nagyová (rozená Grósz; 4. července 1879 Jákó – 30. ledna 1947 Amersham) byla maďarská herečka a druhá manželka spisovatele Móra Jókaie.

## Raný život
Narodila se v maďarském městě Jákó jako dcera židovských rodičů Mórica Grósze a Évy Flammové. Její otec pracoval jako automechanik. Vystudovala obchodní školu v Óbudě, poté se začala zajímat o divadlo a navštěvovala hereckou školu Rákosi Szidi.[zdroj?]

## Kariéra
V roce 1898 debutovala na divadelních prknech a hrála v několika dílech Móra Jókaie, než se v roce 1899 za spisovatele v Budapešti provdala. Jejich věkový rozdíl (74 let a 20 let) a náboženské rozdíly způsobily skandál a Jókaiova rodina se jej snažila prohlásit za nesvéprávného. Z divadla odešla neochotně a v roce 1901 se pokusila o návrat, jenomže na veřejnosti byla nadále viděna jako Jókaiova manželka.
Po smrti manžela se stala jeho jedinou dědičkou, čímž pobouřila ostatní uchazeče, způsobila další skandál a vleklé soudní spory – tyto spory prohrála a zůstala bez podpory jen z Jókaiovy pozůstalosti.
V roce 1912 věnovala Jókaiovy knihy a písemnosti Maďarskému národnímu muzeu výměnou za doživotní penzi.

## Osobní život
V roce 1899 se stala druhou ženou spisovatele Móra Jókaie. Líbánky strávili na Sicílii. Jókaiova první manželka Róza Laborfalvi byla rovněž herečka. Když Jókai v roce 1904 zemřel, nikdy se znovu nevdala.
V roce 1939 se přestěhovala do Anglie, aby utekla před nacisty a zajistila anglické vydání děl svého manžela. O doživotní penzi přišla v roce 1942, když Německo na nátlak Maďarska zastavilo její vyplácení. Zemřela v roce 1947 v Amershamu v hrabství Buckinghamshire ve věku 67 let.